# 最低地上高
最低地上高（さいていちじょうこう）とは、高さの要素の一つを表す自動車用語で、水平な地表面から車体の一番低い箇所までの垂直距離を指す。ロードクリアランスとも称す。
英語圏ではminimum ride heightやminimum ground clearanceと呼ばれる。

## 概要
車体の一番低い箇所は車両によってまちまちで、マフラーのサイレンサーやエンジンのオイルパン、エアロパーツなどで最低地上高が決まる。最低地上高が高いほど凹凸が大きい路面で車体下部に配置される部品が損傷する危険性を回避でき、そうした路面を走行することを考慮した車種では最低地上高が比較的高く設計されている。一方、スポーツカーなどは重心を下げたり、高速走行時の空力特性を重視したりといった理由で最低地上高が比較的低い。
日本の保安基準では普通乗用車を含む分類の自動車に対して、最低地上高は9センチメートル以上（小数点以下切り捨て）と定められており、下記にあげられる部品は測定対象外とされる。
1. タイヤと連動して上下するブレーキ・ドラムの下端、緩衝装置のうちのロア・アーム等の下端
2. 自由度を有するゴム製の部品
3. マッド・ガード、エアダム・スカート、エア・カット・フラップ等であって樹脂製のもの

装甲戦闘車両（AFV）や農作業用の車両は、極めて凹凸の激しい地形を進んだり、敵軍により仕掛けられた障害物や農作物をまたいで進む必要があるため、一般的な車両とは異なる構造を用いて高い最低地上高を確保したものもある。その1つがハブリダクションによるポータルアクスル（門型アクスル）という構造である。
ユーザーが任意に車高を調節できる機構を備えたサスペンション部品や自動的に車高を調整するサスペンション部品も製品化されて、市販車両に搭載されるようになった。エアサスペンションやハイドロニューマチック、アクティブサスペンション、セミアクティブサスペンションなどを装備する車両では、空気圧や油圧を変化させて車高を変化させる物がある。アウディ・オールロードクワトロなどの近代的な車両では、道路条件を自動的に判断して車高を調整するシステムが装備されているものもある。
より簡素な構造の車高調整式ショックアブソーバーも製品化されている。

## 改造による最低地上高の変更
改造によって意図的に最低地上高を下げることはシャコタンあるいはローダウンなどと呼ばる場合がある。スプリングやショックアブソーバーなどのサスペンション部品の交換が主な改造手段であるが、極端な例ではコイルスプリングを切除したり、極端に小径なタイヤを装着して車高を下げる改造例もある。
オフロード車などで見られる、最低地上高を上げる改造はリフトアップなどと呼ばれる場合がある。サスペンション部品の交換や大径タイヤの装着が主な手法であるが、ボディとフレームの間にスペーサーを挿入する手法がとられる例も少なくない。

## 大型トレーラー

アメリカ合衆国のMUTCDで制定されている「踏切における最低地上高警告」の道路標識

北米で用いられる大型トレーラーのなかには、ホイールベースが10mを超えるものもあり、なおかつ、重機を積載するために低床化したフラットベッドと呼ばれるトレーラーは最低地上高が低いため、緩やかな道路の起伏でも車体中央部の底面が路面に接触して進行できなくなる場合がある。特に踏切部分は前後の道路よりも盛り上がった形で作られることが多く、踏切上で大型トレーラーが身動きできなくなると重大な踏切事故につながる危険性があることから、アメリカの踏切には低床大型トレーラーに対する警告標識が設置されている場合がある（日本でも、真ん中が盛り上がった踏切は「かまぼこ型」と呼ばれ、踏切上で立ち往生して事故となることもある）。

## バス
バス車両、特にワンステップバスやノンステップバスでは出入口の段差や床面が低くなっているため、その分最低地上高も低い傾向となっている。

## オートバイ
オートバイの場合はフレームの最も低い部分、エンジンのクランクケース部分、カウルあるいはフェアリングの最も低い部分などが該当することが多い。オートバイの場合にも、オンロードバイクの場合には最低地上高は低め、オフロードバイクの場合には高めに設定されることが多い。しかし、オートバイは旋回時に車体をバンクさせる必要があったり、車体の一部が路面に接触することは転倒へつながる恐れがあることから、レース用の車両でも路面に擦るほどまで最低地上高を下げる例はあまりない。極端に最低地上高を高くする例も、足つき性が悪くなるなどの問題が発生するために行われない。旋回時に車体をバンクさせないサイドカーでは小径のタイヤへ交換することで全体の最低地上高を下げて、低重心化が行われることがある。